# 데스스트로크
데스스트로크 더 터미네이터(Deathstroke the Terminator, 본명: 슬레이드 윌슨, Slade Wilson)는 데스스트로크(Deathstroke) 또는 과거에 터미네이터(Terminator)라고 알려진 DC 코믹스에서 출간한 만화책에 등장하는 슈퍼빌런, 때로는 반영웅, 공상 캐릭터이다. 공동 작가 마브 울프먼와 조지 페레스가 창작했으며, 1980년 12월 더 뉴 틴 타이탄즈 (vol. 1) #2에서 그는 용병, 암살자로서 처음으로 등장한다. 위저드 매거진은 역대 최고의 빌런 84인 중에서 그를 72위에 선정하였다. 또한 2009년에, 데스스트로크는 IGN이 선정한 코믹스 역대 최고의 빌런중 32위에 선정되었다.